# H1Z1
H1Z1: Battle Royale (versão para PlayStation 4) ou Z1 Battle Royale (versão para Microsoft Windows) é um jogo de batalha real gratuito para jogar desenvolvido pela Daybreak Game Company para Microsoft Windows e PlayStation 4. O desenvolvimento do jogo começou depois que o H1Z1 original foi dividido em dois projetos separados em fevereiro de 2016: H1Z1: Just Survive e H1Z1: King of the Kill. Os jogos foram divididos novamente em projetos separados em outubro de 2017, com Just Survive perdendo o nome H1Z1, e o King of the Kill sendo agora simplesmente chamado H1Z1.
Após passar três anos em acesso antecipado, o jogo foi lançado oficialmente em 28 de fevereiro de 2018. Pouco depois, o jogo foi tornado gratuito para jogar. Ele também foi lançado para o PlayStation 4 como beta aberto em 22 de maio de 2018 e foi lançado oficialmente em 7 de agosto de 2018. Em setembro de 2018, o desenvolvimento do H1Z1 para o Microsoft Windows foi transferido para um estúdio de terceiros, que reverteu o jogo para uma versão anterior, do início de 2017, e o renomeou como Z1 Battle Royale. Em abril de 2019, o desenvolvimento do jogo foi devolvido à Daybreak.

## Jogabilidade
H1Z1 é um jogo de batalha real no qual até 100 jogadores competem um contra o outro para ser o último a sobreviver. Os jogadores podem escolher jogar sozinhos, em duplas, ou em grupos de cinco, com o objetivo de ser a pessoa final ou a equipe final restante.
Os jogadores começam cada partida usando um paraquedas a partir de uma localização aleatória acima do mapa. Uma vez que eles pousam, eles devem procurar uma maneira de se defender. Isso pode ser dependendo da escolha do jogador, como pegar uma arma e caçar ativamente outros jogadores ou se esconder enquanto outros jogadores se matam. Existem veículos espalhados em todo o mundo, permitindo que os jogadores perseguem adversários ou façam uma fuga rápida. Os jogadores podem aproveitar uma variedade de suprimentos de seus arredores, incluindo armas, equipamentos e kits de primeiros socorros. O jogo também possui um sistema de crafting que permite aos jogadores criar ferramentas improvisadas, como a desconstrução de itens eliminados em bandagens funcionais ou armaduras corporais.
À medida que o jogo avança, uma nuvem de gás tóxico comprime o mapa, causando danos aos jogadores que permanecem nela. Isso efetivamente torna a parte jogável do mapa menor, de modo que os jogadores são eventualmente obrigados a confrontar-se de perto. O gás se espalha em incrementos cronometrados, causando um maior grau de dano nos últimos estágios da partida.

## Lançamento

### Como parte do antigo H1Z1
O jogo foi anunciado em abril de 2014. H1Z1 foi liberado para Windows em 15 de janeiro de 2015 como acesso antecipado. 
No lançamento, o jogo teve vários problemas técnicos graves. Os jogadores relataram que não podiam entrar na sua conta ou entrar em qualquer servidor ativo. Problemas de taxa de frames, falta de bate-papo por voz e problemas de IA também foram um dos problemas relatados. Um novo bug, que fez todos os servidores ficarem off-line, também foi introduzido no jogo após o desenvolvedor lançar um patch para corrigir outros problemas. Apesar do lançamento instável, John Smedley, CEO da Daybreak Game Company, anunciou que o jogo vendeu mais de um milhão de cópias até março de 2015.

### Mudança de nome para H1Z1: King of the Kill
Em fevereiro de 2016, a Daybreak anunciou que o jogo originalmente conhecido como simplesmente H1Z1 tinha sido dividido em dois projetos separados com suas próprias equipes de desenvolvimento dedicadas, chamados H1Z1: Just Survive e H1Z1: King of the Kill. A Daybreak anunciou que o jogo seria lançado para Playstation 4 e Xbox One no futuro.

### Mudança de nome para H1Z1
Em uma Sexta-feita, no dia 13 de outubro de 2017, a Daybreak Games voltou atrás e realizou uma atualização que trouxe algumas mudanças importantes na interface do usuário (UI) que simplificam os menus e atualizam o visual do jogo. Além disso o nome "King of the Kill" foi removido. H1Z1 agora é apenas H1Z1.
A declaração dos desenvolvedores para tal mudança foi de que H1Z1 é o nome com o qual os nossos jogadores se conectam com a maioria, por isso foi apenas uma evolução natural para a transição de volta. Também disseram que estão trabalhando para garantir que o H1Z1 possa ser apreciado por jogadores de todo o mundo, e ter a palavra 'Kill' no nome do jogo pode ser proibido em algumas audiências globais.
Um torneio televisionado para o jogo, intitulado H1Z1: Fight for the Crown, foi ao ar em abril de 2017 no The CW. Um torneio para convidados foi realizado durante o TwitchCon no Long Beach Convention Center em outubro de 2017. No mesmo mês, foi anunciada a "H1Z1 Pro League", que foi uma parceria entre a Daybreak Games e a Twin Galaxies para criar uma liga de eSports profissional e sustentável para o jogo.
O jogo foi totalmente lançado, saindo do acesso antecipado em 28 de fevereiro de 2018. O lançamento incluiu atualizações de pontuação, combate, armas, jogabilidade, UI, um novo modo de jogo chamado Auto Royale e muito mais. A atualização também lançou oficialmente a temporada 1, apresentando um novo sistema de pontuação atualizado que recompensa os jogadores que conseguem matar e colocar-se bem nas partidas de forma consistente.
O Auto Royale também foi introduzido com a atualização de 28 de fevereiro. O novo modo de jogo é uma versão de batalha real sobre rodas com até 30 equipes lutando para ser o último veículo a sobreviver.
Em 8 de março de 2018, a Daybreak anunciou que o H1Z1 agora seria gratuito para jogar. Em 22 de maio de 2018, ele foi lançado em acesso antecipado para o PlayStation 4, ganhando mais de 1,5 milhão de jogadores em poucos dias. O jogo foi oficialmente lançado em 7 de agosto de 2018.

### Mudança de nome para Z1 Battle Royale na versão para Microsoft Windows
Em março de 2019, o jogo introduziu sua terceira temporada, "The Return of the King" ("O Retorno do Rei", em tradução literal), e foi relançado como Z1 Battle Royale. A partir da atualização, a NantG Mobile assumiu como desenvolvedor líder em nome da Daybreak. A Nantworks, controladora da NantG Mobile, fez um investimento na Daybreak em setembro de 2018, com o objetivo de produzir versões móveis de Everquest e H1Z1. A atualização reverte a maioria das mudanças feitas na mecânica do jogo, balanceamento de armas e interface do usuário desde a era "Pré-temporada 3" do jogo no início de 2017, com os novos desenvolvedores tentando restaurar "o jogo que muitos de vocês apaixonou por". Além disso, um novo sistema de missões, bem como um jogo com classificação (incluindo torneios mensais entre os 75 melhores jogadores de uma região) foram adicionados. No mês seguinte, foi anunciado que o desenvolvimento do jogo seria devolvido à Daybreak Game Company, com a NantG citando os "muitos desafios" que chegam da confusão causada pelo fato de eles mesmos e a Daybreak terem gerenciado o mesmo jogo com duas marcas diferentes.